# Đuro Gruić
Đuro vitez Gruić (Srijemska Mitrovica, 6. prosinca 1887. – Beograd, 24. rujna 1945.), general za vrijeme NDH i jedan od Pavelićevih najpovjerljivijih suradnika.

## Životopis
Rođen je u Srijemskoj Mitrovici 6. prosinca 1887. godine u obitelji podrijetlom iz Hercegovine. Završio je kadetsku školu u Kamenici, a priznata mu je i Terezijanska akademija (Bečki Novigrad) iako ju nije završio zbog početka Prvog svjetskog rata. Časnički je djelatnik u austrougarskoj vojsci i vojsci Kraljevine Jugoslavije. Slom Kraljevine Jugoslavije dočekuje u činu general-stožernog brigadnog generala kao zapovjednik pozadine General-stožera vojske Kraljevine Jugoslavije. U Hrvatsko je domobranstvo primljen 1942. u kojemu je bio imenovan, 1. siječnja 1943., za pročelnika Ustrojbenog odjela. Od prosinca 1944. do sloma NDH, glavar je stožera kod vrhovnog zapovjednika oružanih snaga (Glavni stan Poglavnika). Pratio je Pavelića u posjetu Hitlera sredinom rujna 1944. godine. Bio je jedan od najpovjerljivijih Pavelićevih suradnika i nositelj naslova vitez. Skupa s generalom Dragojlovim radio je na osuvremenjivanju i preustroju hrvatskih oružanih snaga. Povlači se iz Zagreba 6. svibnja 1945. iako je bio zagovornik nastavka borbi. Zarobljen je u Austriji, izručen jugoslavenskim vlastima koje su ga osudile na smrt 19. rujna 1945. Pogubljen je 24. rujna 1945. u Beogradu. Na sudskom procesu pred Vrhovnim vojnim sudom u Beogradu izjavio je: